# Charles Christopher Parry

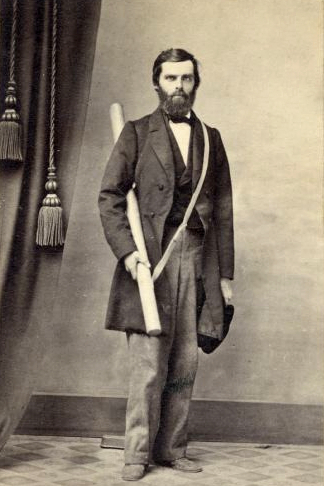
Charles Christopher Parry im Jahr 1865

Charles Christopher Parry (* 28. August 1823 in Admington, England; † 20. Februar 1890 in Davenport, Iowa) war ein britisch-US-amerikanischer Botaniker. Sein offizielles botanisches Autorenkürzel lautet „Parry“.

## Leben
1832 zog Parry mit seinen Eltern in die USA, wo sich die Familie zunächst im Staat New York niederließ. Parry arbeitete fünf Jahre auf dem Bauernhof seines Vaters in Washington County, New York. Er graduierte am Union College in Schenectady und studierte dann Medizin und Botanik an der Columbia University bei John Torrey, Asa Gray und George Engelmann. 1846 zog die Familie nach Davenport, wo Parry als Arzt arbeitete. Er studierte außerdem die Pflanzenwelt der Gegend. 1848 arbeitete er für David Dale Owens Geological Survey of the Northwest. Von 1849 bis 1852 war er Naturforscher und Arzt bei dem Mexican Boundary Survey, der nach dem Mexikanisch-Amerikanischen Krieg und dem Vertrag von Guadalupe Hidalgo von 1848–1855 die neue Grenze festlegte.
Als passionierter Alpinist gelang ihm die Erstbesteigung des Grays Peak im Jahr 1861.

## Wirken
Parry beschrieb als erster die Engelmann-Fichte (Picea engelmannii) und die Soledad-Kiefer (Pinus torreyana); beide benannte er nach seinen Mentoren. Sein wissenschaftliches Archiv befindet sich an der Iowa State University.

## Ehrungen
Die Pflanzengattung Parryella Torr. & A.Gray aus der Familie der Hülsenfrüchtler (Fabaceae) ist nach ihm benannt, ferner der Parry Peak im US-Bundesstaat Colorado und zahlreiche Pflanzen wie Pinus cembroides parryana, Penstemon parryi, Primula parryi und Parrys Agave (Agave parryi). Auch die Gattung Neoparrya Mathias aus der Familie der Doldenblütler (Apiaceae) und Parrycactus Doweld (Ferocactus) aus der Familie der Kakteengewächse (Cactaceae) sind ihm zu Ehren benannt worden.